# Chivateros
Chivateros o Cerro Chivateros es un sitio arqueológico situado cerca de la desembocadura del río Chillón, en el distrito de Ventanilla, al noroeste de Lima, en el Perú. Fue excavado por el arqueólogo Edward P. Lanning en 1963, quien puso al descubierto una gran cantidad de artefactos líticos, básicamente desechos de talla y canteo, erróneamente interpretados como instrumentos líticos (hachas de mano, puntas de lanza, raspadores, etc.). Su antigüedad fue calculada en 9000 a. C., es decir, se ubicaría en el Precerámico o Periodo Lítico Andino, aunque otros especialistas no están de acuerdo con dicha datación y la sitúan entre el 7000 y 6000 a. C. Durante mucho tiempo fue erróneamente considerado como el más grande taller lítico del Perú, cuando en realidad se trata de una gran área de canteo, es decir, un lugar o cantera donde grupos de cazadores-recolectores paijanenses se aprovisionaban de materia prima del lugar, para así fabricar unas puntas pedunculadas, conocidas como puntas paijanenses o puntas de Paiján. Popularmente al antiguo habitante de esta zona se le ha denominado como el 'hombre de Chivateros'.

## Excavación y cronología
A comienzos de la década de 1960 Edward P. Lanning exploró la zona situada cerca de la desembocadura del río Chillón y los alrededores desérticos de Ancón, donde descubrió más de cincuenta asentamientos de antiguos cazadores-recolectores, entre campamentos, canteras y canteras-taller. Entre ellos destacan Cerro Chivateros, Cerro Oquendo y La Pampilla.
Cerro Chivateros fue excavado por Lanning en 1963 y por Thomas C. Patterson en 1966. Producto de toda esa labor fue la elaboración de una cronología para el bajo Chillón dividida así:
- Zona Roja (12.000 - 10.500 a. C.)
- Oquendo (10.500 - 9500 a. C.)
- Chivateros I (9.500 - 8000 a. C.)
- Chivateros II (8000 - 6000 a. C.)

Chivateros fue fechada mediante muestras de madera no carbonizada asociadas con la fase final de Chivateros I. Debido a la calidad de la muestra, se ha tenido con mucha reserva dicho fechado.
Prospecciones posteriores del arqueólogo francés Claude Chauchat, en la década de 1970, dio con el hallazgo de sitios similares a Chivateros en Cupisnique, logrando asociarlos con los talleres de puntas pedunculadas del Paijanense, con una datación que se remontaba al octavo milenio a. C. Trabajos posteriores han permitido saber que sitios de la costa norte, del tipo Chivateros, se remontan hasta el décimo milenio a. C.

## Chivateros como cantera y no como taller lítico
Chivateros fue definido en sus inicios por Lanning y Patterson como el más grande taller lítico del paleolítico peruano, es decir, el lugar donde los hombres de esa zona elaboraban sus herramientas. Identificaron dichas piezas líticas, fabricadas de cuarcita, como cuchillos, raederas, raspadores, puntas de lanza y hachas de mano. Es más, establecieron una diferenciación artefactual entre lo que ellos denominaron Chivateros I y Chivateros II, estableciendo equivalentes en otros puntos de América. 
Gracias a los trabajos de Chauchat en Cupisnique y Chicama, dicha interpretación ha sido ya superada. Dicho arqueólogo ha determinado que Chivateros era en realidad una cantera, y que no solo hubo un solo sitio de este tipo, sino muchos sitios tipo Chivateros, por gran parte de la costa y yunga peruana (que han sido bautizadas como canteras Chivateros), donde grupos cazadores-recolectores de la tradición paijanense se aprovisionaban de materia prima, procesaban parcialmente la roca y se la llevaban a sus talleres ubicado próximos a sus viviendas o cerca de las canteras ya mencionadas.
El material más notorio de estas canteras son las preformas tipo Chivateros (erróneamente llamadas por Lanning como "Hachas de Mano" y "Puntas de Lanza"), que eran el primer esbozo de las puntas pedunculadas tipo paijanense. El resto de materiales líticos no son más que desechos de la actividad de talla y canteo.
La gente que se aprovisionaba de la materia prima de cerro Chivateros, vivía en la pampa de Piedras Gordas y en las Lomas de Carabayllo, en donde Lanning encontró sus áreas de talleres y vivienda, bautizándolos como el Complejo Lítico Luz. Allí se procesaba las preformas tipo Chivateros, para ser convertidas en puntas pedunculadas tipo paijanense. Esta tradición se extendió a lo largo de la costa peruana, desde Lambayeque hasta Ica y abarca entre los 10 000 a. C. hasta los 6000 a. C.

## Estado actual
Es necesario agregar que desde su descubrimiento, en la década de 1960, Chivateros fue constantemente saqueado por coleccionistas, escolares y población en general, para así obtener algún artefacto lítico. Pese a su importancia, el gobierno peruano nunca tomó ningún plan de cuidado del sitio. Posteriormente, la actividad de empresas privadas y la ocupación ilegal de los terrenos por traficantes, ha destruido la mayor parte de este importante sitio arqueológico.